# Pictodentalium formosum
Pictodentalium formosum es una especie de molusco escafópodo de la familia Dentaliidae. El nombre científico de la especie fue publicado válidamente por primera vez en 1850 por A. Adams & Reeve.

## Descripción
La concha de Pictodentalium formosum es grande y larga, y el diámetro aumetna lentamente hasta la abertura. Los dos extremos de la concha no son muy diferentes en ancho y también presentan una menor torción que en otras especies. Además, las conchas están cubiertas de costillas longitudinales, en número de entre 15 y 17, crestas y bandas transversales de color rojo intenso, rojo carnoso y blanco colocadas alternativamente, que corresponden a las líneas de crecimiento. La superficie interior recubierta de esmalte blanco excepto en el borde de la abertura.

## Distribución y hábitat
Esta especie se encuentra en las costas de los océanos Pacífico e Índico. Su nombre proviene de la isla de Formosa (Taiwán).